# Eckertsche Arbeiterwohnhäuser

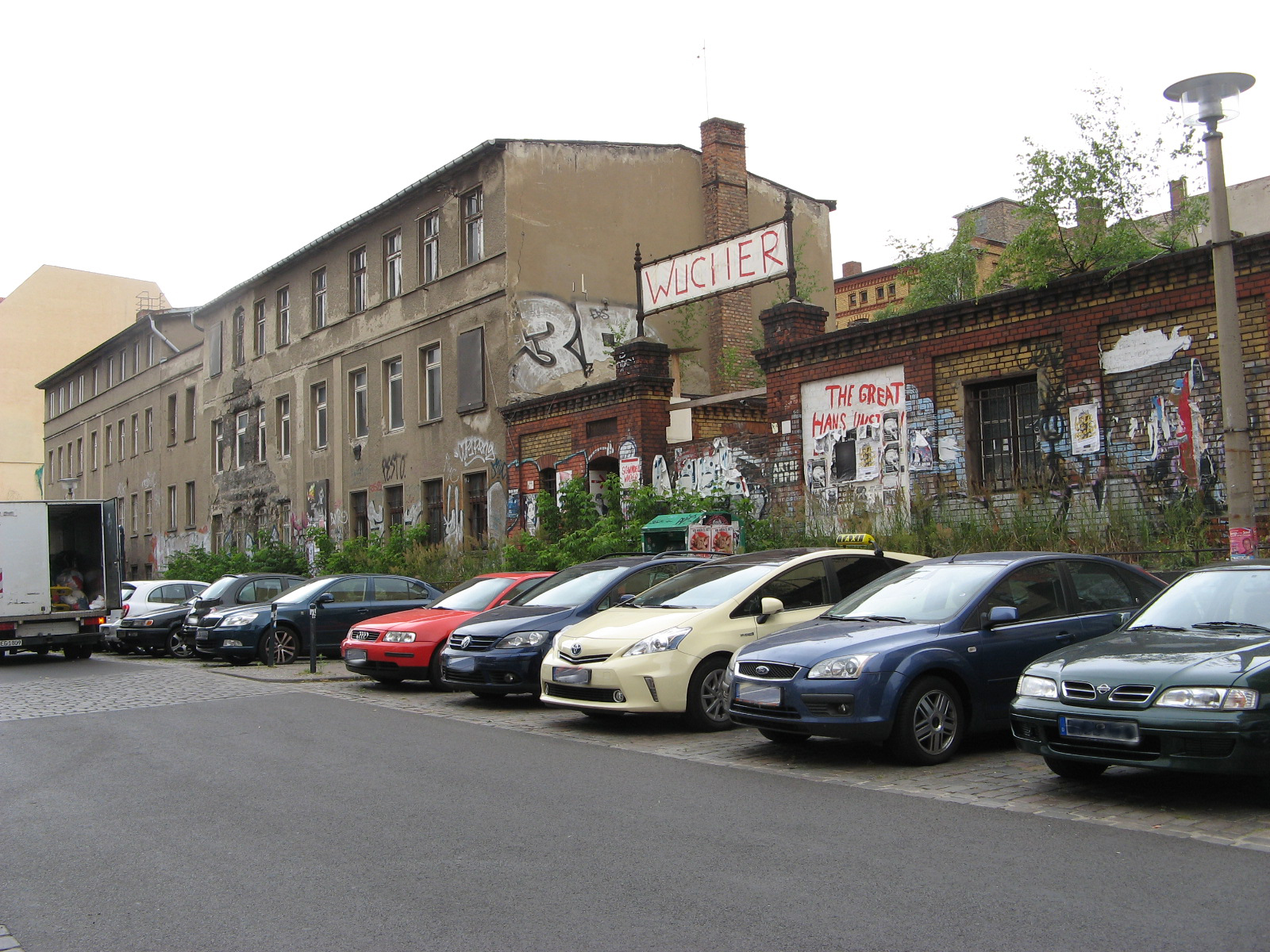
Die Eckertschen Arbeiterwohnhäuser und die historische Fabrikmauer mit dem Tor von vor 1895, Juni 2014

Die Eckertschen Arbeiterwohnhäuser waren ein Ensemble von 3- und 4-geschossigen Wohnhäusern in der Rigaer Straße im Berliner Ortsteil Friedrichshain, das seit 2014 unter Denkmalschutz stand, 2016 aber trotzdem mit Genehmigung abgerissen wurde. An der Stelle der Arbeiterwohnhäuser befindet sich nun die Wohn- und Gewerbeanlage Carré Sama-Riga.

## Geschichte

### Bau
Die vier 3- und 4-geschossigen Wohnhäuser, von denen zwei an der Straße und zwei auf dem Grundstück standen, ließ der Landmaschinenfabrikant Heinrich Ferdinand Eckert 1875–1876 für die Arbeiter seiner Ziegelei (Eckertsche Mühle) aus Schlackebeton errichten. Die Eckert’sche Mühle befand sich in der Rigaer Straße zwischen Voigtstraße und dem Ringbahnhof Frankfurter Allee.
Als Wohnhäuser wurden sie nicht lange genutzt, dann zog die Friedrichsberger Volksschule hier ein und blieb von 1878 bis 1883.
Nachdem Tischlermeister Robert Seelisch das Grundstück gekauft hatte, ließ er die straßenseitigen Eckert‘schen Arbeiterwohnhäuser 1887 durch einen Zwischenbau verbinden und richtete hier repräsentative Ausstellungsräume seiner Tischlerei- und Möbelfabrik ein, die er 1885–1894 auf dem Grundstück errichtete. Vorbauten an der Straße sicherten anstelle der Fundamente die Eckert’schen Häuser.

### Möbelfabrik Robert Seelisch

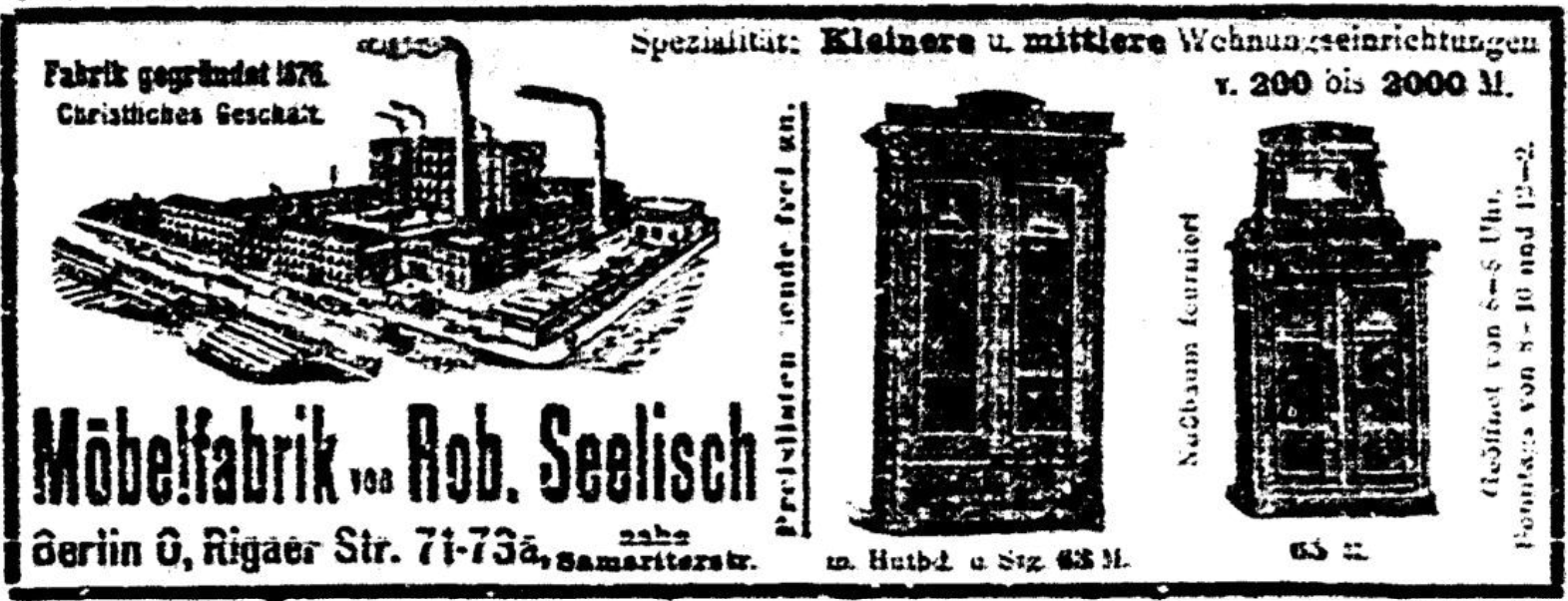
Zeitungsinserat der Möbelfabrik im Berliner Lokalanzeiger, 1910

Seelisch begann mit der Produktion von Stuhlsitzen und beschäftigte zehn Tischler im Jahre 1876. Die Produktpalette wurde dann erweitert um Gardinenstangen, Handtuchhalter, Quirlbretter und andere Haushaltsgegenstände. Schließlich wurden Küchenmöbel hergestellt und später ganze Wohnungseinrichtungen. Die Möbelfabrik Robert Seelisch wurde einer der bedeutenden Möbelhersteller in Berlin und hatte nun 100 Beschäftigte.
1918 verkaufte Seelischs Witwe die Möbelfabrik an die jüdischen Kaufleute Mechel und Simon Beiser, die sie unter dem Namen Möbelfabrik Robert Seelisch erfolgreich weiterführten, bis sie 1938 von den Nationalsozialisten im Rahmen der „Arisierung“ zum Verkauf an Max Schlötter gezwungen wurden. Diese Firma produzierte Rüstungsgüter und beschäftigte Zwangsarbeiter.
Mechel Beiser und seine Frau Rosalie wurden 1942 in Riga und Simon Beiser im Warschauer Ghetto oder wahrscheinlicher im Vernichtungslager Treblinka ermordet.

### Gewerbehof Rigaer Straße 71–73a
1945 wurde Schlötter enteignet. Es entstand nun ein Gewerbehof mit vielen Nutzern: Schuhfabrik Barberina (ab den 1980er Jahren VEB Barberina Damenschuhe), eine Vulkanisierwerkstatt, eine Pumpenwerkstatt, ein Schuhmacher, die Elektrofima Hildtmann, der Fliesenleger Saurien, eine Schlosserwerkstatt und weitere Firmen, die Kommunale Wohnungsverwaltung (KWV), das NVA-Wehrkreiskommando und eine Außenstelle des Ministeriums für Staatssicherheit. Im östlichen Vorderhaus gab es Wohnungen.
1990–1999 zogen sich die Auseinandersetzungen zwischen Schlötters Erben und der jüdischen Erbengemeinschaft hin, der letztlich das Erbe zugesprochen wurde. 2012 erwarb die CG-Gruppe das Grundstück.
Zwischenzeitlich gab es eine Nutzung durch die Bildungseinrichtung für berufliche Umschulung und Fortbildung (BUF), durch Ateliers und die Schlosserwerkstatt Bradl.
Es folgte ein Prozess der Auseinandersetzung und Verhandlungen zwischen Mietern, Anwohnern, der CG-Gruppe und dem Bezirk.
Dabei spielte eine Rolle, dass der Friedrichshainer Geschichtsverein Hans Kohlhase  seit 2008 auf die Denkmalwürdigkeit des Bauensembles aufmerksam gemacht hatte. In dem Einwand gegen den Bebauungsplan von 2017 wird ausgeführt: „Der historische Fabrikgewerbehof Rigaer Straße 71–73a ist der letzte seiner Art in Friedrichshain […] Das gesamte Grundstück wurde durch eine langfristig konzeptionierte Bautätigkeit zu einem Fabrikgewerbehof mit einer ästhetisch verbindenden Industriefassaden-Architektur ausgestaltet. Jenes an der Nord- und Ostgrundstücksgrenze erhaltene historische Bauensemble einer kleinteiligen Tischlereifabrik in einem rot-gelben Klinkerwechsel der Fassaden ist ein typisches Zeugnis der Sozial- und Wirtschaftsgeschichte dieses Stadtteils aus den Gründerjahren des 19. Jahrhunderts.“
Eine Mieterinitiative entwickelte die Idee eines Kulturhofs, „eine Art Forum für den Kiez, in dem Gewerbe und historische Bausubstanz erhalten bleibt.“
2014 wurden die Eckert‘schen Arbeiterwohnhäuser unter Denkmalschutz gestellt. Dennoch wurden sie mit Genehmigung am 30. Juni 2016 abgerissen.
Abgerissen wurden auch die Vorbauten und der Zwischenbau von 1887, das Werkstattgebäude von 1885 mit überwiegend rot-braunen Klinkern, das zweigeschossige Werkstattgebäude von 1886 (Leimküche) mit Schornstein und der Aufstockung von 1893 mit überwiegend gelben Klinkern und in der Gestaltung dem Hauptgebäude entsprechend, das Alte Maschinenhaus von 1888 in rot-braunen Klinkern und der Südanbau an das Alte Maschinenhaus von 1890 mit vorwiegend gelben Klinkern, das Pförtnerhäuschen und die historische Mauer von vor 1895 (Pflasterung der Rigaer Straße).
Im Ergebnis der Verhandlungen wurde auf eine ursprünglich vorgesehene durchgehende Blockrandbebauung verzichtet, die gelb-rote Ziegelmauer als Reminiszenz errichtet und die kleinteiligen Gewerbehöfe gebaut, wo sich soziale Projekte niedergelassen haben (Gangway, proRespekt, Kita Betti Konfetti und Familientreff Rigatoni).
In seinem Stadtführer durch den Samariterkiez vermisst Fritz Wollenberg allerdings Informationen zur Geschichte dieses wichtigen Ortes. Er schreibt: „Sie kennen nun das Geheimnis der Mauer. Es wäre gut, wenn Vorübergehende hier nicht nur stutzig würden, sondern auch etwas dazu erführen.“

## Heutige Anlage

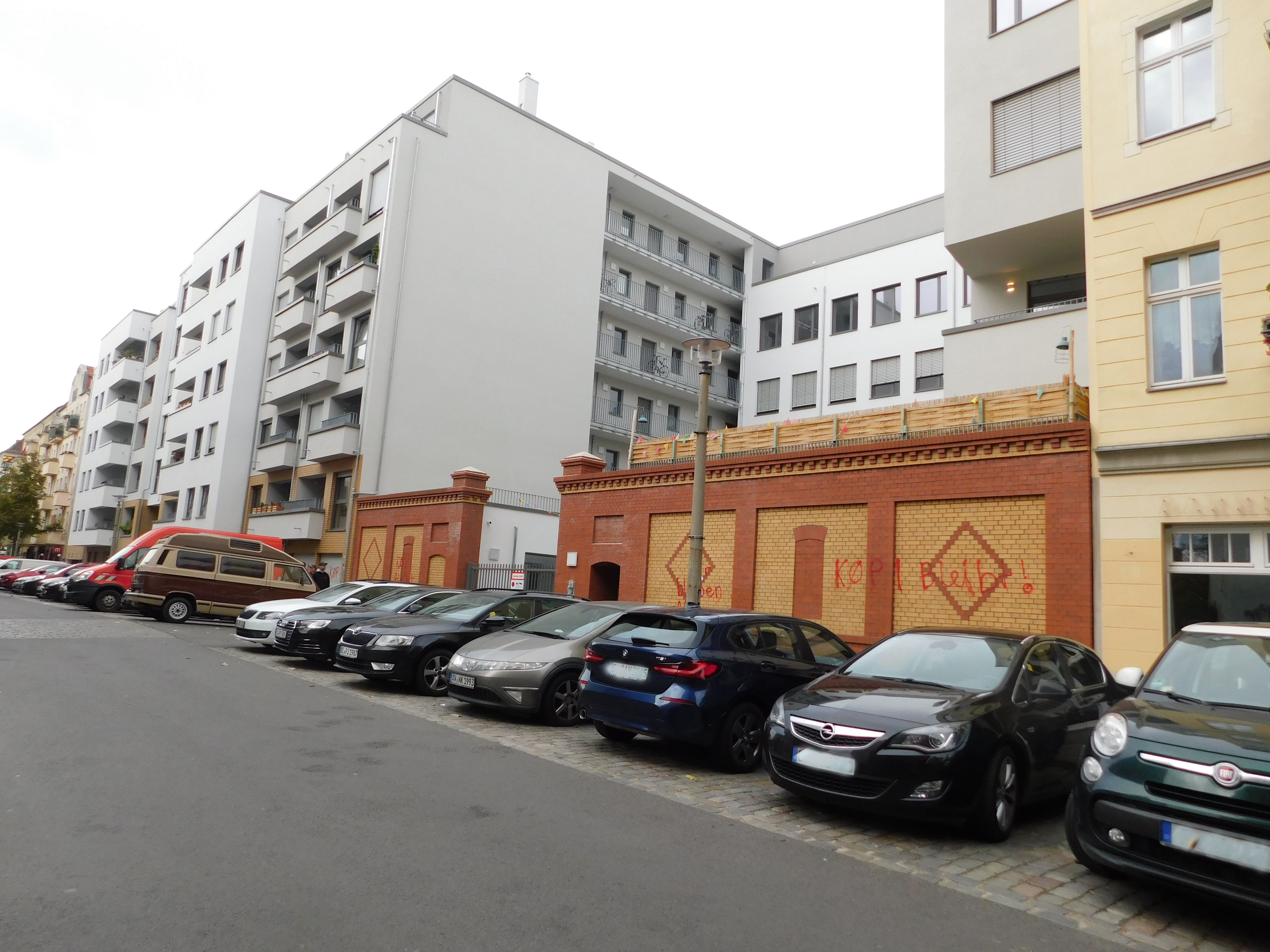
Wohn- und Gewerbeanlage Carré Sama-Riga

Die Anlage Carré Sama-Riga besteht aus fünf 5- bis 6-geschossigen Wohngebäuden mit 132 Wohnungen und einem Bürogebäude, einem Wohnhof mit zwei Spielplätzen, zwei kleineren Gewerbehöfen sowie einer Tiefgarage mit 78 Stellplätzen.
Sie wurde von den JMJ-Architekten  projektiert und 2017–2020 für die CG Deutsche Wohnen GmbH  realisiert. Die Baukosten beliefen sich auf 48 Millionen Euro.
Eine nachgebaute rot-gelbe Ziegelmauer an der Straße, die kleinteilige Bebauung der zwei Gewerbehöfe und das Äußere des Hofgebäudes erinnern an die Tischlerei- und Möbelfabrik Robert Seelisch, deren Gebäude bis 2016 hier standen.